# Jaśce
Jaśce (prononciation : [ˈjaɕt͡sɛ]) est un village polonais de la gmina de Pionki dans le powiat de Radom de la voïvodie de Mazovie dans le centre-est de la Pologne.
Il se situe à environ 5 kilomètres à l'ouest de Pionki (siège de la gmina), 19 kilomètres au nord-est de Radom (siège de le powiat) et à 84 kilomètres au sud de Varsovie (capitale de la Pologne).

## Histoire
De 1975 à 1998, le village appartenait administrativement à la voïvodie de Radom.